# Hill House (chaise)
La chaise Hill House est créée par le designer et architecte écossais Charles Rennie Mackintosh en 1902 pour meubler la Hill House, habitation privée à Helensburgh, en Écosse.

## Design
La chaise Hill House présente un très haut dossier longiligne mais légèrement courbé, en forme d'échelle terminé par un quadrillage. Elle est réalisée en bois massif de frêne noirci, qui évoque le bois laqué japonais. Elle est décrite comme étant « théâtrale » tout en étant « minimaliste et moderne » avec « son design sophistiqué et épuré ». La Hill House mesure 141 cm de haut, 41 cm de large en face, et 35 cm de long.
Elle est surtout conçue pour sa valeur décorative : minimaliste, elle est destinée à mettre en valeur les murs clairs et de couleur pâle de la chambre principale de Hill House, placée entre deux placards blancs.

## Historique
Au moment de sa conception c'est le style Art nouveau qui se développe mais Charles Rennie Mackintosh puise son inspiration dans l'art japonais dont il est passionné, le mouvement artistique britannique Arts & Crafts et le style Glasgow. Il créé en 1903 cette chaise à destination de la Hill House, une maison conçue pour l'éditeur Walter Blackie, à Helensburgh, en Écosse. Elle est tout d'abord peinte en blanc, avant qu'une paire de chaises noires ne soit conçue pour la chambre principale de la Hill House. Depuis 1973, la chaise est édité par l'entreprise italienne de mobilier Cassina. Elle est « l'une des conceptions les plus anciennes » de la firme selon son PDG Lucas Fuso. La chaise est toujours visible à la Hill House, ouverte aux visiteurs.

## Référence
1. 1 2  Anne-Lise Carlo, « La chaise Hill House 1, un grand trône de frêne conçu par Charles Rennie Mackintosh en 1903 », Le Monde,‎ 21 mai 2023 (lire en ligne , consulté le 7 août 2025)
2. ↑  « Hill House 1 » , sur cassina.com (consulté le 7 août 2025)
3. ↑  Susie Hodge (en) (trad. de l'anglais), Pourquoi est-ce un chef-d’œuvre ? : 80 objets design expliqués, Paris, Eyrolles, octobre 2017, 224 p. (ISBN 978-2-212-55933-0), « Chaise Hill House v. 1900 », p. 24 à 25